# Florin Serghei Anghel
Florin Serghei Anghel (n. 28 ianuarie 1961, Sinaia, regiunea Ploiești, România) este un om politic român.
În 1998 devine director general Romtelecom.
În 1999 devine membru în consiliul de administrație al Cosmorom.
În perioada 2004 - 2008 a fost președintele Consiliului Județean Prahova.
A fost deputat în legislatura 2008-2012 .
A trecut, pe rând prin partidele PNȚCD, PUR, PNL, Partidul Conservator, PNDC și PDL.
Deține compania Fibec, prin care a derulat mai multe contracte cu statul după anul 2000.

## Controverse
Pe 30 decembrie 2015 Florin Anghel a fost trimis în judecată de DNA pentru instigare la abuz în serviciu. În acest dosar a mai fost trimisă în judecată și Andreea Cosma.

## Legături externe
- Florin Serghei Anghel Arhivat în 10 aprilie 2013, la Wayback Machine. la cdep.ro